# SSN (잠수함)

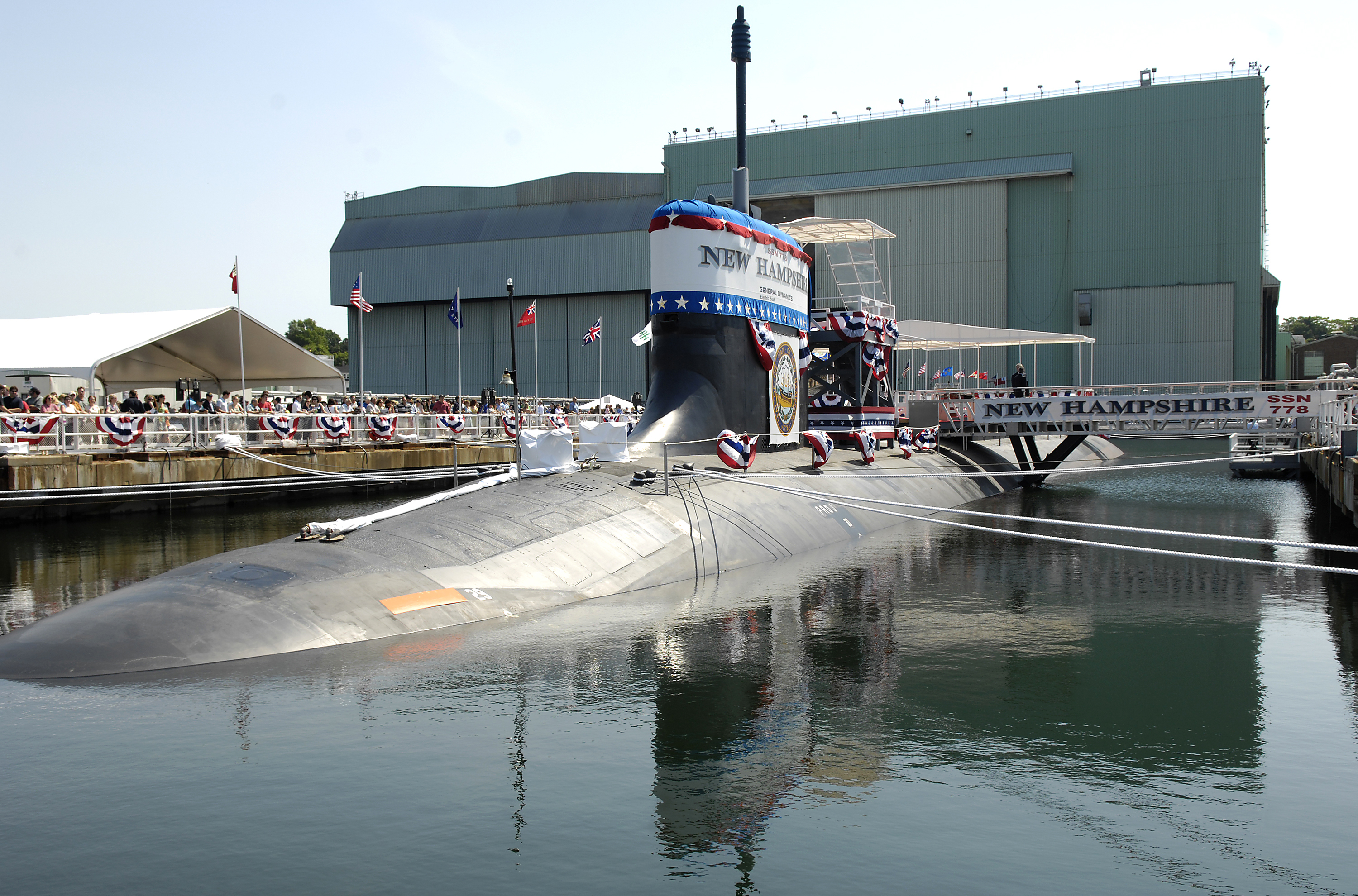
미국의 버지니아급 잠수함

SSN은 빠른 공격형 잠수함을 의미하는 미국 해군의 잠수함 식별부호이다. SS는 잠수함을 의미하며, N은 원자력 추진을 말한다. 공격원잠이라고도 부른다. 반면에 전략원잠은 SSBN이라고 한다. 공격원잠은 어뢰관만 있는 소형 핵잠수함을 말하고, 전략원잠은 잠수함 발사형 대륙간 탄도 미사일을 탑재하는 대형 핵잠수함을 말한다.

## 역사
미국 해군은 LA급 잠수함(SSN) 이래 20년이 넘도록, 잠수함에 원자력 추진만을 사용했다. 주임무는 항공모함 함대를 보호하고, 미국을 향해 핵미사일을 발사하기 전에 소련의 SSBN을 찾아서 격침하는 것이었다. 러시아판 LA급 잠수함(SSN)은 아쿨라급 잠수함이다. 2010년 기준으로, 미국은 LA급 잠수함의 후속형으로 버지니아급 잠수함을 개발, 배치중이며, 이에 대응하여 러시아는 아쿨라급 잠수함의 후속형인 야센급 잠수함을 개발, 배치하고 있다.

## 사용중인 잠수함

### 미국
- LA급 잠수함
- 시울프급 잠수함
- 버지니아급 잠수함

### 영국

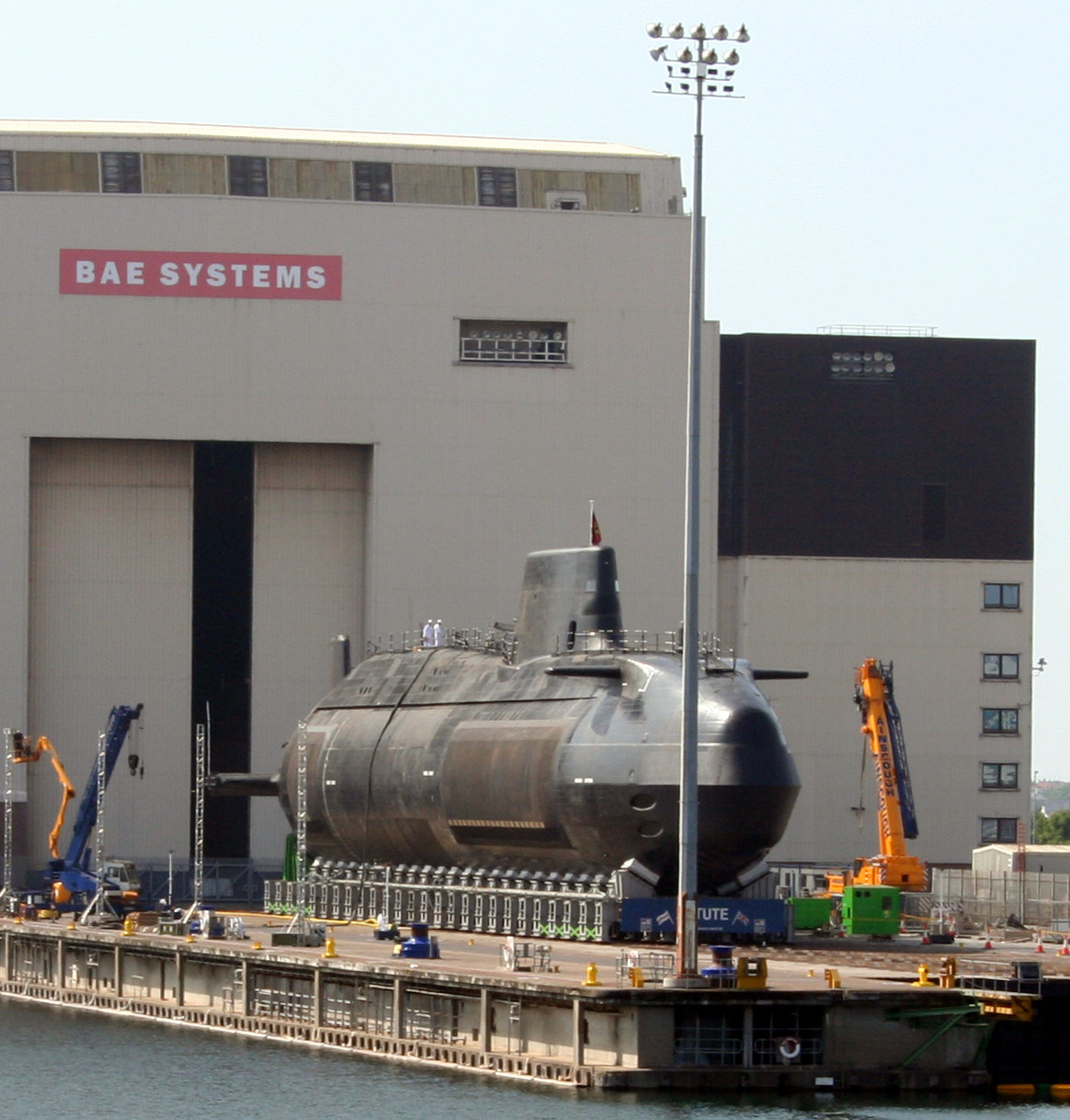
영국의 스위프트슈어급 잠수함

- 스위프트슈어급 잠수함
- 트라팔가급 잠수함
- 애스튜트급 잠수함

### 러시아
- 빅토급 잠수함
- 시에라급 잠수함
- 아쿨라급 잠수함
- 야센급 잠수함

### 프랑스
- 루비급 잠수함
- 바라쿠다급 잠수함 - 개발중

### 중국
- 한급 잠수함
- 샹급 잠수함
- 095형 잠수함 - 개발중[2][3]

## 퇴역한 잠수함

### 영국
- HMS 드레드노트 (S101) - 영국 최초의 핵잠수함

### 러시아
- 노벰버급 잠수함 - 소련 최초의 핵잠수함

### 미국
- USS 노틸러스 (SSN-571) - 세계 최초의 핵잠수함

## 같이 보기
- SS
- SSBN
- SSG
- SSGN